# Thomas Begrich
Thomas Begrich (* 4. November 1950 in Halberstadt) ist ein deutscher Ökonom. Als SED-Gegner gehörte er in der DDR zur Opposition. Bekannt wurde er nach der politischen Wende als Finanzabteilungsleiter des Kirchenamtes der Evangelischen Kirche in Deutschland (EKD).

## Familiäre Hintergründe
Thomas Begrich entstammt einer traditionsreichen mitteldeutschen Pastorenfamilie. Er ist der jüngste Sohn des Pfarrers Gotthilf Siegfried Begrich (1915–1993) und der Lehrerin Gudrun geb. Wolf (1913–1987). Begrich wurde in Halberstadt geboren und erlebte die frühe Kindheit im Pfarrhaus Emersleben, wo der Großvater Karl Begrich und anschließend der Vater Pfarrer waren. Die Dramaturgin und Theaterregisseurin Gisela Begrich und der Theologe und Autor Gerhard Begrich sind Geschwister. Die Theologen Joachim Begrich und Martin Begrich d. Ä. sind Großcousins.

## Ausbildung
Bedingt durch den Pfarrstellenwechsel seines Vaters im Jahr 1955 wuchs Begrich in Erfurt auf und legte dort 1969 an der Humboldt EOS das Abitur ab. Während dieser Zeit absolvierte er zugleich eine Berufsausbildung als Facharbeiter für Gartenbau. Anschließend nahm er das Studium der evangelischen Theologie an der Martin-Luther-Universität Halle-Wittenberg auf. Wegen der Verweigerung einer militärischen Ausbildung während des Studiums bei der Nationalen Volksarmee (NVA) wurde er 1970 disziplinarisch belangt und exmatrikuliert.
Ab 1975 absolvierte er an der Erfurter Außenstelle der Fachschule für Binnenhandel Dresden ein Fernstudium, das er 1979 als „Ökonom des sozialistischen Binnenhandels“ abschloss.
Mitte der 1980er Jahre folgte ein weiteres, juristisches Fernstudium (Rechtswissenschaft) an der Humboldt-Universität Berlin, das er wegen des gesellschaftlichen Umbruchs 1990 in der DDR ohne Abschluss beendete.

## Berufliche Laufbahn
Von 1970 bis 1972 absolvierte Begrich den Grundwehrdienst der Nationalen Volksarmee bei den Baueinheiten als sog. Bausoldat. Da er danach zunächst kein universitäres Studium aufnehmen durfte, suchte er eine Beschäftigung in der Wirtschaft. 1972 wurde er als Hilfsbuchhalter im VEB RFT Industrievertrieb Rundfunk Fernsehen Leipzig, Bezirksdirektion Erfurt, angestellt. In diesem Handelsunternehmen wurde er zum Revisor für die Filialen und Betriebsteile in den damaligen Bezirken Erfurt, Gera und Suhl befördert. Trotz seiner christlich-pazifistischen Haltung und seiner Ablehnung jeglicher Mitgliedschaften in den sogenannten gesellschaftlichen Organisationen wurde er bald darauf als Abteilungsleiter „Wirtschaftskontrolle“ eingesetzt und konnte ein Fernstudium aufnehmen.
1981 wurde er vom damaligen Konsistorium der Evangelischen Kirche der Kirchenprovinz Sachsen mit Sitz in Magdeburg zum Verwaltungsleiter des evangelischen Johanniter-Krankenhauses Genthin bestellt.
Zum 1. September 1990 berief ihn die Kirchenleitung der Evangelischen Kirche der Kirchenprovinz Sachsen zum Oberkonsistorialrat und Finanzdezernenten der Landeskirche.
2003 berief ihn der Rat der Evangelischen Kirche in Deutschland zum Oberkirchenrat und Leiter der Finanzabteilung des Kirchenamtes der EKD in Hannover. Seit 2016 ist Begrich im Ruhestand.

## Wirken

### Rolle während der „Friedlichen Revolution“ (1989/90)
Schon in den 1970er Jahren war Thomas Begrich Mitwirkender in einem Friedensarbeitskreis des Evangelischen Jungmännerwerkes in Thüringen, der unter anderem die Seelsorge an Soldaten organisierte. 1989 rief er in Genthin zur Gründung des Neuen Forums auf und gestaltete die Friedliche Revolution in der Region maßgeblich mit. So initiierte er am 4. November 1989 die erste große Demonstration in der damaligen Kreisstadt mit mehr als 2.000 Teilnehmern. Im Jahr 1990 wurde er für das Neue Forum/Bündnis 90 in den Kreistag des Kreises Genthin gewählt, nahm jedoch wegen seines beruflichen Wechsels in die evangelische Landeskirche das Mandat nicht mehr an.

### Tätigkeit als Finanzdezernent der Kirchenprovinz Sachsen (1990–2003)
In seiner Zeit als Finanzdezernent der Kirchenprovinz Sachsen führte Begrich u. a. mit dem Land Sachsen-Anhalt die Verhandlungen seitens der Landeskirche für die Ausgestaltung der Staatsleistungen des Landes. Er wirkte maßgeblich an Strukturreformen der Landeskirche mit. So führte er unter anderem ein neues Finanzverteilsystem ein, das auf eine Stärkung der Eigenverantwortung der Kirchenkreise und Gemeinden ausgerichtet war. Mit Blick auf den demografischen Wandel entwickelte er eine langfristige Finanzstrategie, die vielfältige Strukturreformen in der Landeskirche nach sich zog. Zugleich wurde eine Verwaltung entwickelt, die die Kirchengemeinden unterstützen und entlasten soll, was schließlich in die Fusion mit der Evangelisch-lutherischen Landeskirche zur Evangelischen Kirche in Mitteldeutschland (EKMD)(seit 2009) mündete. Wert legte Begrich dabei auf die Bereitstellung, Erhaltung und Gestaltung wirtschaftlich tragfähiger und funktionsfähiger kirchlicher evangelischer Tagungshäuser, darunter das Tagungs- und Bildungszentrum in Drübeck mit der romanischen Klosterkirche (Ende der Sanierung 1997) und das Augustinerkloster in Erfurt (Ende der Sanierung 2003).

### Tätigkeit als Leiter der Finanzabteilung der Evangelischen Kirche in Deutschland (EKD) (2003–2016)
In die Zeit als Leiter der Finanzabteilung im Kirchenamt der EKD fällt die 2006 ins Leben gerufene Initiative „Kirche im Aufbruch“ – ein Reformprozess der Evangelischen Kirche in Deutschland. Voraus ging die 2005 in der Finanzabteilung erstellte Prognose für die Gemeindegliederentwicklung bis zum Jahr 2030. Maßgeblich an diesem Prozess mitwirkend ging es Begrich um die Erhöhung der Qualität in der kirchlichen Arbeit auf allen Handlungsebenen.
Sein Schwerpunkt lag auf fiskalischem Gebiet: Neben der Regelung der Finanz- und Haushaltsangelegenheiten der EKD hatte Begrich die Zusammenarbeit der Gliedkirchen der EKD (= Landeskirchen) auf dem Gebiet der Finanzen zu entwickeln. Er initiierte gemeinsame Handlungsstränge und gab Impulse für die schrittweise Ablösung der bisherigen Kameralistik durch ein modernes kirchliches Rechnungswesen, das auf dem kaufmännischen Rechnungswesen beruht und 2013 für das Rechnungswesen der EKD eingeführt wurde.
Begrich regte die intensivere Zusammenarbeit der Landeskirchen an. Unter dem Oberbegriff „Solidarpakt“ wurde ein Finanzausgleich zwischen den Landeskirchen weiterentwickelt und gemeinsame Standards einer verantwortlichen Finanzwirtschaft vereinbart. Auf seine Anregung geht die Einrichtung eines Arbeitskreises kirchlicher Investoren zurück, der einen Leitfaden für ethisch-nachhaltige Geldanlage in der evangelischen Kirche entwickelte (2013), der weite Verbreitung fand.
Eine von ihm maßgeblich konzipierte Internetseite zu den kirchlichen Finanzen hat das Ziel, der Transparenz kirchlichen Handelns auf allen Ebenen Rechnung zu tragen.
Auf Begrichs Anregung geht die Neuordnung kirchlicher Funktionen und Gebäude in der Lutherstadt Wittenberg zurück. Im Rahmen dieser Maßnahmen wurde die dem Land Sachsen-Anhalt gehörende Schlosskirche in Wittenberg saniert und ins Eigentum der EKD übertragen. Das angrenzende Schloss dient nach Sanierung und Umbau dem evangelischen Predigerseminar als Seminarstätte.
Im Bereich Kunst und Kultur initiierte Begrich 2010 eine Förderaktion, die den Erhalt der bedeutenden reformationsgeschichtlichen Bibliothek Johannes a Lasco in Emden ermöglichte. 2017 förderte und begleitete er die große internationale Kunstausstellung „Luther und die Avantgarde“ in der Lutherstadt Wittenberg.
Als Geschäftsführer der Stiftung zur Bewahrung kirchlicher Baudenkmäler in Deutschland (KiBa) engagierte sich Begrich insbesondere für den Erhalt und die Sanierung von Kirchengebäuden namentlich in Ostdeutschland.

### Mitgliedschaften
Begrich war in verschiedenen Aufsichtsfunktionen tätig, unter anderem im Aufsichtsrat der Bank für Kirche und Diakonie mit Sitz in Dortmund. Nebenamtlich leitete er in dieser Zeit die Stiftung zur Erhaltung kirchlicher Baudenkmäler (KiBa) als Geschäftsführer.
Er gehört folgenden kirchlichen Aufsichtsgremien und Kuratorien in Mitteldeutschland an (Auswahl):
- Kuratorium des Ökumenischen Domgymnasiums in Magdeburg
- Kuratorium der Pfeifferschen Stiftungen Magdeburg (bis 2022)
- Mitglied im Domkapitel der Vereinigten Domstifter zu Merseburg und Naumburg und des Kollegiatstifts Zeitz (bis 2020)

## Privatleben
Begrich ist seit 1972 mit der Familientherapeutin Sigrid geb. Weber verheiratet. Aus der Ehe gingen zwei Söhne hervor. Der Historiker Pascal Begrich ist seit 2009 Geschäftsführer des Vereins Miteinander e.V. in Magdeburg. Der Rechtswissenschaftler Martin Begrich lebt in Wien.
Begrich malt Bilder in Öl und Acryl, die dem Sujet der Landschaftsmalerei zuzuordnen sind. Daneben malt er insbesondere Kirchen und Dome.
In jüngerer Zeit tritt er als Autor und Herausgeber von Erzählbänden in Erscheinung.

## Bibliographie (Auswahl)
Aufsätze
- Kirchliche Finanzen – ein Herrschaftsinstrument? In: Ochel, Joachim (Hrsg.): Der Dienst der ganzen Gemeinde Jesu Christi und das Problem der Herrschaft, Bd. 1: Vorträge aus dem Theologischen Ausschuss der Evangelischen Kirche der Union, Gütersloher Verlagshaus 1999, S. 116–131
- Kirchensteuer In: Norbert Sommer (Hrsg.): Vom Geld und seiner Seeligkeit, Wichern 2005
- Reaktionen und Stellungnahmen zum Impulspapier des Rates der EKD. In: Kirche im Aufbruch, Evangelische Verlagsanstalt Leipzig 2012 (zusammen mit Thies Gundlach), S. 159–172
- Kann, will und darf die Kirche steuern? In: Kirche im Aufbruch, Schlüsseltexte zum Reformprozess, Evangelische Verlagsanstalt Leipzig, 2012, S. 119–131
- Kirchliches Finanzmanagement und Entscheidungskulturen. In: Halfar Bernd (Hrsg.), Erfolgspotenziale der Kirche – ein Blick aus dem Management, Baden-Baden 2012, S. 87–100
- Kirche, Geld und diese Welt. In: Karlies Abmeier (Hrsg.): Geld, Gott und Glaubwürdigkeit (Religion – Staat – Gesellschaft Band 3), Ferdinand Schöningh 2016, S. 285–294
- Die Kirche, das Geld und wir. In: Kirche & Recht, 2/2016

Mitherausgeber
- Stiftung KiBa: Wo wenn nicht hier – Geschichten unterm Kirchturm, Hansisches Druck- und Verlagshaus 2010 ISBN 978-3-86921-050-6
- Glaube, Mut und Freiheit trotz Stasi-Diktatur und Mauer, hrsg. mit Johannes Holmer 2024 ISBN 978-3-8671-6270-8

Autor
- Die Weihnachtsfrage, Lutherisches Verlagshaus 2011 ISBN 978-3-7859-1054-2
- Das schönste Geschenk, Evangelische Verlagsanstalt 2018 ISBN 978-3-374-05603-3
- Vom Himmel hoch, Evangelische Verlagsanstalt 2019 ISBN 978-3-374-06099-3
- Von Menschen und Zahlen: Lebens Geschichten. Zeit Geschichten 2021 ISBN 978-3-7531-6151-8
- Der kleine Zauberer 2021 ISBN 978-3-7541-3548-8
- Doch mehr als Grau, Geschichten zur Weihnacht, 2022 ISBN 978-3-7565-3963-5